# گزس
گزس (به آلمانی: Gesees) یک شهر در آلمان است که در بایروث واقع شده‌است.